# Джміль малий кам'яний
Не слід плутати з Джміль великий кам'яний.

Не слід плутати з Bombus ruderatus.

Джміль мали́й кам'яни́й (лат. Bombus ruderarius) — вид джмеля, що зустрічається в Євразії, зокрема на території мішаних лісів та лісостепу України.

## Короткий опис імаго

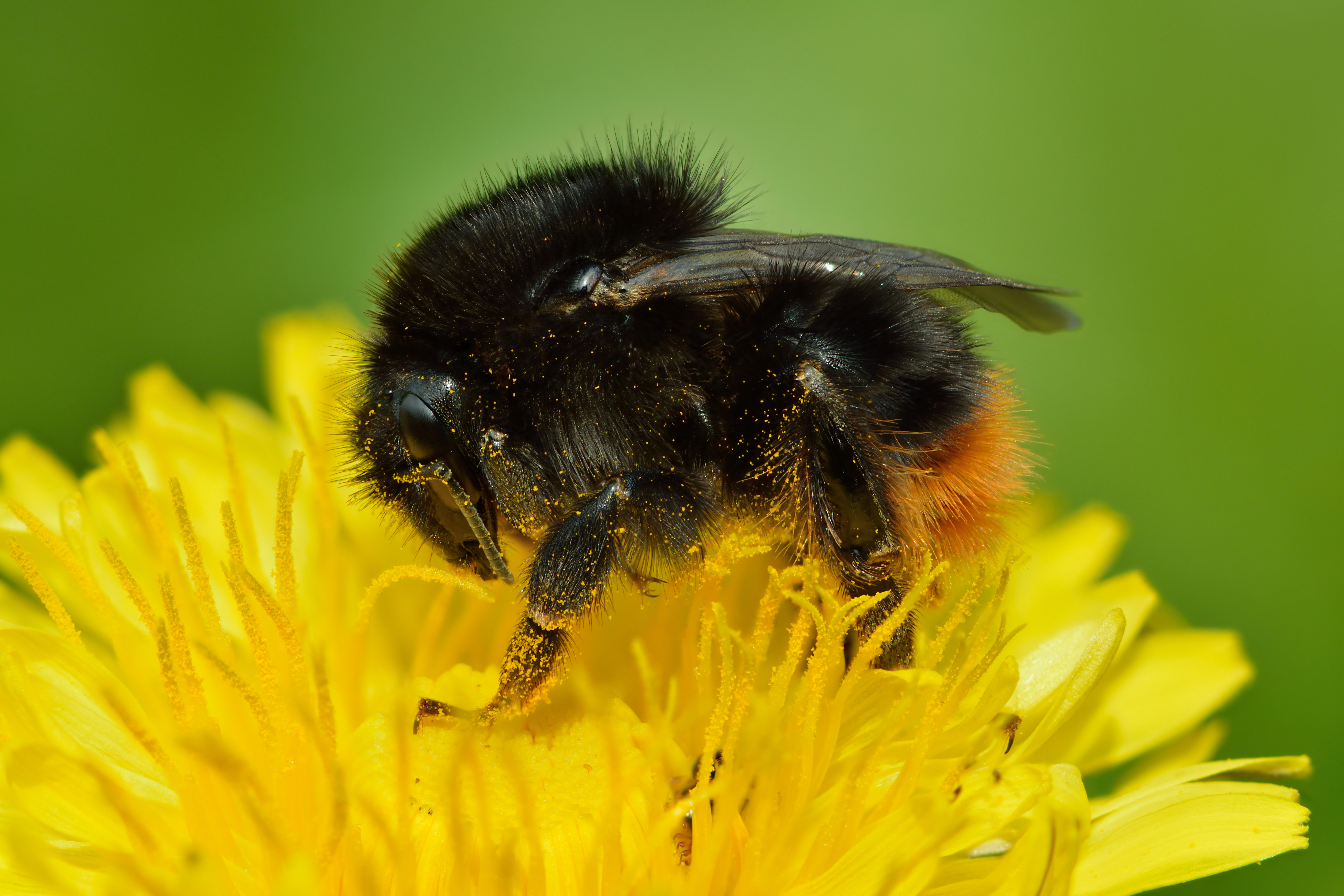

Його інколи плутають з джмелем кам'яним. Bombus ruderarius є невеликим джмелем з широким черевцем, довгасте лице та досить довгий язичок. В середньому довжина тіла самки-засновниці становить 17 мм, а розмах крил 32 мм, тоді як інші касти дещо менші; середня довжина стерильних самок становить 15 мм, а самців — 13 мм. Облямовування цих джмелів виразно чорне, з червоним «хвостом»; серед самців, проте, існує світла форма з жовто-зеленими волосками на грудях та перших двох тергітах черевних сегментів. Пилковий кошик на гомілках задніх ніг самок (фертильних та стерильних, або робочих особин) покритий жовто-рудими волосками.

## Особливості біології та оселища
Гніздо побудовано з трави або моху, на землі або злегка трохи під землею і, як правило, містить від 50 до 100 робочих особин (стерильних самок). Для побудови гнізда часто використовуються старі гнізда мишей в полі та чагарниках. Проте, цей вид може траплятися і в таких малозабудованих міських територіях, як парки та пустища. Кормовими рослинами є глуха кропива, конюшина, вика та бобові культури, як-от лядвенець рогатий.

## Поширення
Цей вид зустрічається в Європі та північно-західній Азії: від Ірландії та Великої Британії на заході до Сибіру та північно-західного Китаю на сході, від Ботнічної затоки та Північного полярного кола в Скандинавії на півночі до Північної Африки, півдня Італії, Греції та Балканського півострова. Щільність популяції нерівномірна; у Північній Африці цей вид вважається дуже рідкісним, тоді як у таких місцях, як Східні Піренеї, це дуже чисельний вид, який складає більш ніж половини всіх джмелів на цій території. У Великій Британії, чисельність цього виду значно зменшується через відсутність оселищ і його ареал обмежується південною Англією та західною Шотландією. Він також зникаючий вид в Ірландії.
Вид поширений на території мішаних лісів та лісостепу України.